# 베이구 (타이중시)

베이 구의 위치

베이구(한국어: 북구, 중국어: 北區, 병음: Běi Qū)는 중화민국 타이중시의 시할구이다. 넓이는 6.9376km2이고, 인구는 2015년 8월 기준으로 147,352명이다.

## 지리
타이중 시의 중심에 위치하고 베이툰 구, 시툰 구, 시 구, 중 구, 둥 구 및 타이핑 구와 접한다.

## 교육
- 중국 의약대학
- 국립타이완체육운동대학
- 국립타이중과기대학

## 교통
- 국도 1을(乙)호선
- 성도 3호선
- 성도 12호선
- 타이중 첩운 녹선 (원신중칭역)

## 관광
- 타이중 공원
- 이중(一中) 상권

## 같이 보기
- 타이중시